# Dissociation moléculaire
La dissociation moléculaire est le processus de décomposition d'une molécule en plus petites par rupture de certaines des liaisons entre ses atomes. Ceci peut se produire notamment sous l'effet de la chaleur (dissociation thermique) ou d'un rayonnement (photolyse), mais aussi sous l'effet d'une autre molécule qui agit alors en tant que catalyseur.

## Exemple
L'exemple le plus simple est la transformation d'une molécule diatomique homonucléaire (composée de deux atomes d'un élément donné). Pour l'exemple du dihydrogène, les deux atomes retrouvent leur individualité par rupture de la liaison covalente (H–H) qui les unissait.